# فرنسيسكو دييغو
فرنسيسكو دييغو (بالإسبانية: Francisco Diego)‏ هو رسام مكسيكي، ولد في 26 أكتوبر 1991 في توريون في المكسيك.